# Єльці (родина)
Єльці (пол. Jelce), (рос. Ельцы) — давній російсько-український шляхетський рід герба Єльці. Предок їх, Іван Єлець (Иван Елец, Iwan Jelec), був наприкінці XV століття київським землевласником (землянином).
Єльці поряд з Химськими, Слуцькими, Горностаями, Кропивницькими, Шашкевичами, Олізарами, Немиричами, Кмітами, Лозками, Полозами, Проскурами представляли українську шляхту південно-західного та південно-східного литовського прикордоння протягом 200 років. Саме в цей період в основному склалась соціальна структура краю.
Рід Єльців також використовував відміни шляхетського герба Леліва.
Спочатку Єльці були дідичами Сущан над Убортю, які потім одідичили Проскури.
Іван Єлець мав двох синів, Федора та Яцка, яким король Казимир IV повернув маєтки Лучин, Турбів та інші. Від цих братів походять дві гілки сім'ї. Перша поселилася в Литві. Друга успадкувала маєтки в південній частині краю.
Назва походить від назви міста Єлець (рос. Елец, польськ. Jelec) в Липецькій області (польськ. oblast Lipeckaja), Російської Федерації

## Київська гілка
Родовим гніздом цих старих київських землевласників був Лучин, над річкою Турбівка (до річки Ірпінь), що належав їм ще з XV століття.
З 1507 року в Овруцькім повіті на річці Кам'янці, правому притоці річки Уж, володіли Литвиновичами, яким згодом було надане ім'я Ксаверів; з 1511 року — Козаровичами в чорнобильських околицях вище гирла річки Ірпінь, що король Жигмунт І надав своїм привілеєм Яцку Єльцю разом із землями над річкою Тетерів:
1545 року їм вже належать землі, починаючи з півдня: старе їх гніздо Лучин у верхів'ях річки Ірпінь в київських околицях; малинський маєток біля овруцького кордону у пониззі річки Ірші площею 5,20 квадратні милі; Народичі над самою річкою Уж, в гирлі річки Жерев; Ремези (зараз Єльський район Гомельської області, Білорусь) за річкою Словечна, над річкою Чертень біля мозирського кордону. 1552 року в чорнобильських околицях додалися Левковичі на річці Вересня (до річки Уж). У 1552 році в Чорнобилі був будинок пані Єльцьової.
Це значне, хоча і розпорошене, майно ще на початку XVII століття здебільшого належало роду Єльців.
У трактаті ченця Києво-Печерської лаври Афанасія Кальнофойського «Teraturgema або дива Печерського монастиря», який був виданий польською мовою у Києві 1638 року, поряд з описами 64 див, які відбувалися між 1594 та 1638 роками, розміщено 31 епітафію з надгробків відомих осіб, похованих у монастирі. Так під двадцять третім надгробком поховані представники роду Єльців — київські нобілі Ян (поет, помер о 13-й год 11 листопада 1603, прожив 24 роки) та Дмитро (писар земський київський) разом з дружиною, Філіп (підстолій київський) «зі своїми попередниками лежать».
В наступні роки ця гілка роду Єльців переходить у жіночу лінію родів Байбузів, Слоцьких, Дефрессів і Красицьких. Вона вважається остаточно згаслою з 1780 року.

### Герби родини

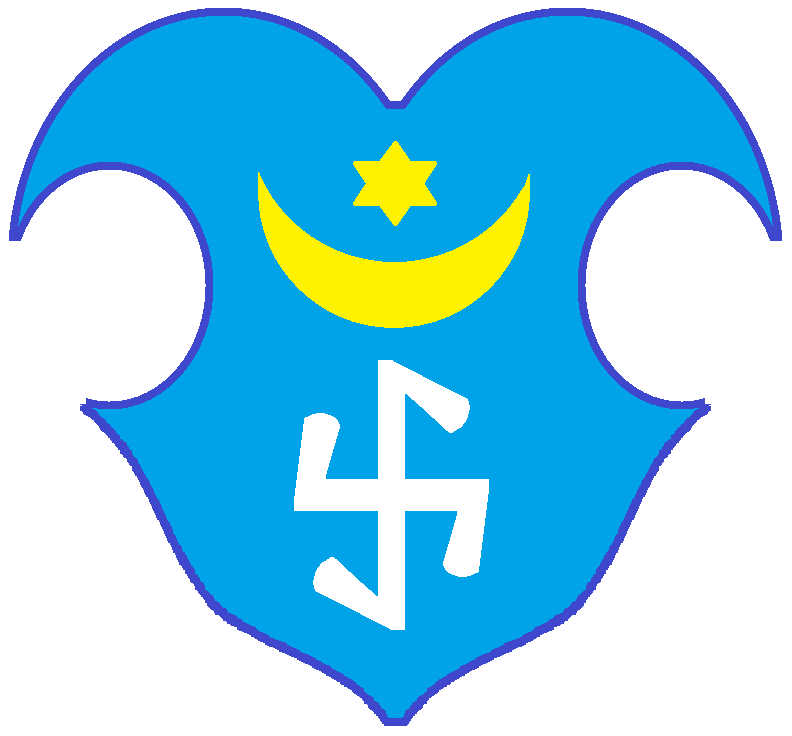
Герб Дмитра Єльця
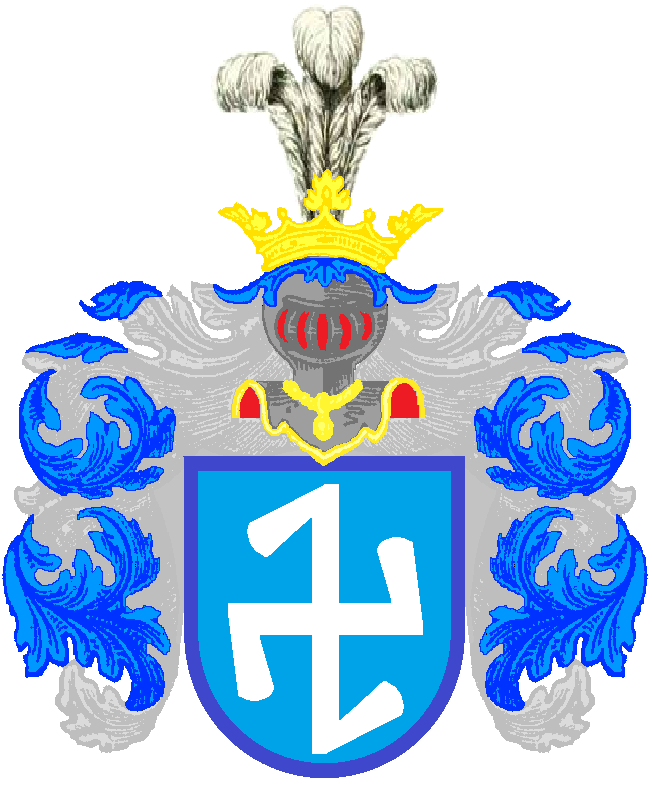
Герб Теодора Єльця
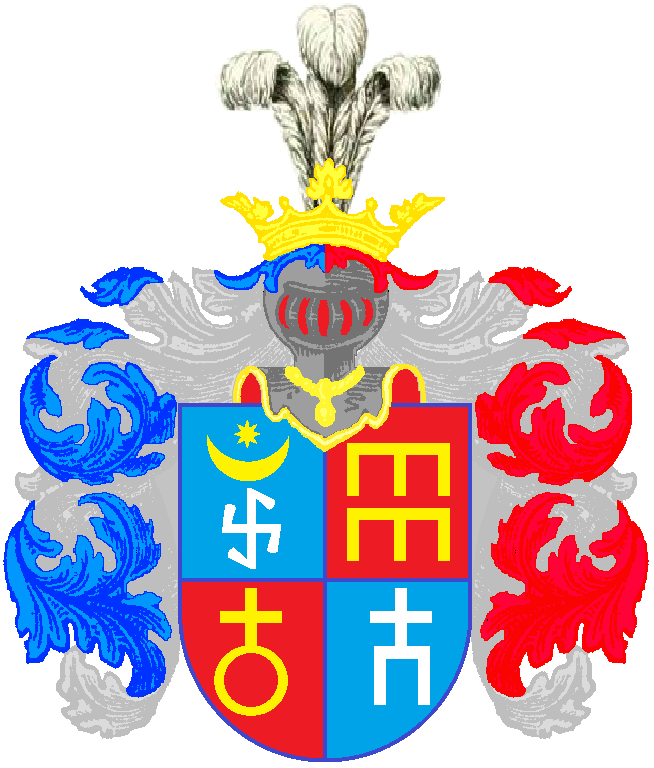
Герб Федора Єльця

### Відбитки печаток родини

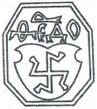
Федора Єльця 1514
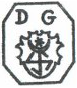
Дмитра Єльця 1585
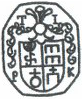
Федора Єльця 1624
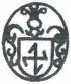
Теодора Єльця 1634

## Інші гілки

### Волинська губернія
Рід Єльців внесений до I частини (роди дворянства жалуваного або дійсного) списку дворян Волинської губернії на 1906 рік, герб Леліва:
1. Людвік-Іосиф — син Якова Антонова (указ Урядуючого Сенату Російської імперії № 5150 від 30 червня 1845 року);
1.1. Генріх-Станіслав (указ № 3735 від 9 квітня 1859 року);
1.1.1. Павлина-Марія (указ № 610 від 21 лютого 1898 року);
1.1.2. Іосиф (указ № 610 від 21 лютого 1898 року);
1.1.3. Петро (указ № 610 від 21 лютого 1898 року);
1.1.4. Микола (указ № 610 від 21 лютого 1898 року).
1.2. Станіслав-Мартін (указ № 3735 від 9 квітня 1859 року);

### Гродненська губернія
Єлець Іван — дворянин Гродненської губернії Пружанського повіту; учасник Польського повстання 1863—1864 років. 1864 року був визнаний політичним злочинцем та позбавлений судом прав на майно, яке підлягало конфіскації в казну. Засуджено на заслання до Тобольської губернії.
Рід Єльців внесений до списку родів без позначення родовідної книги у дворянську родовідну книгу Гродненської губернії на 1900 рік.